# Calliasmata pholidata
Calliasmata pholidata är en kräftdjursart som beskrevs av Lipke Bijdeley Holthuis 1973. Calliasmata pholidata ingår i släktet Calliasmata och familjen Hippolytidae. Inga underarter finns listade i Catalogue of Life.